# Ada Falcon
Ada Falcon (ur. 17 sierpnia 1905 w Buenos Aires, zm. 4 stycznia 2002 w Salsipuedes) – aktorka argentyńska, tancerka i piosenkarka tanga argentyńskiego.
Nagrała ponad 200 tang w latach 1920 i 1930.